# Kirche von Bro

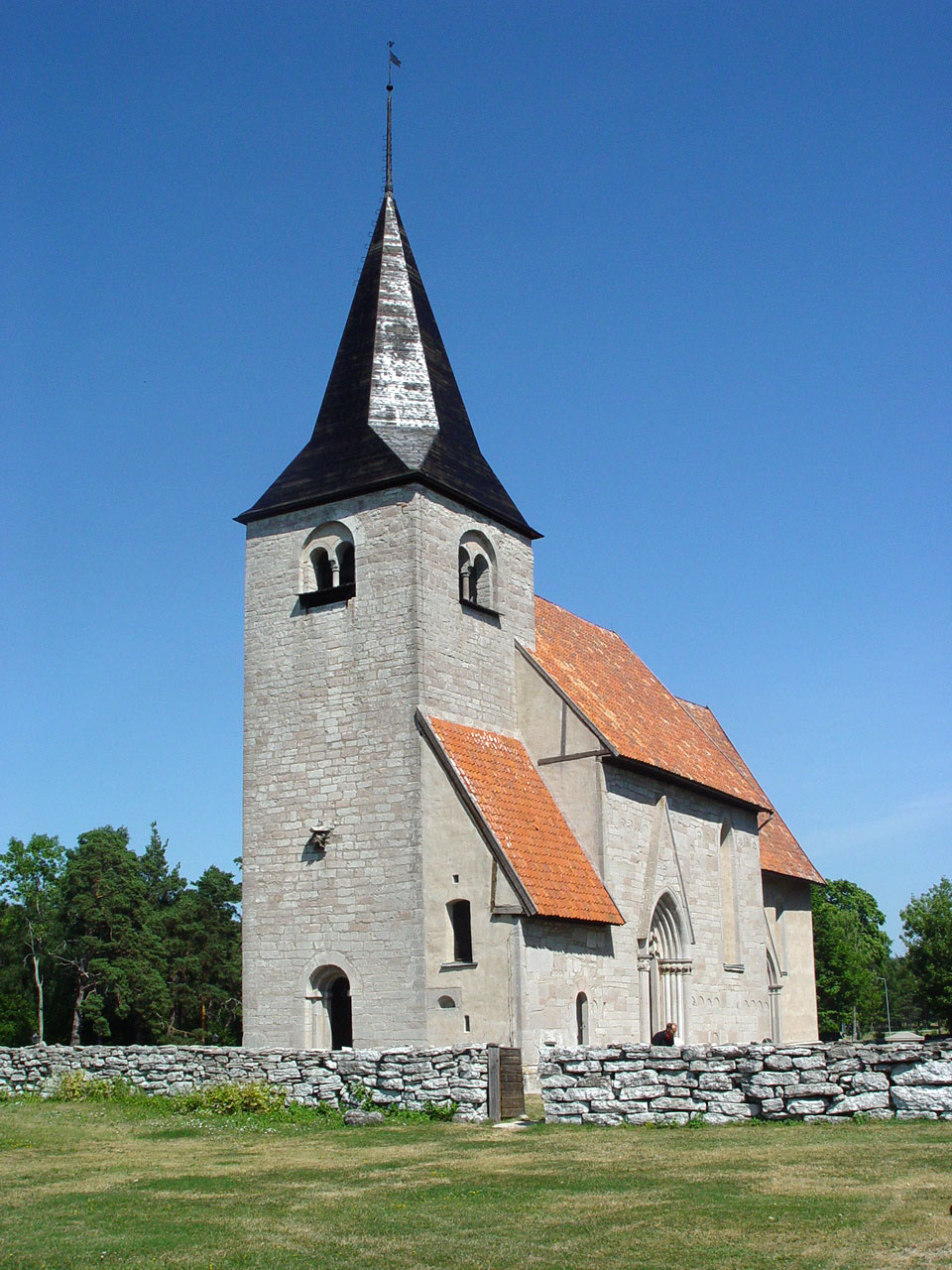
Kirche von Bro

Die Kirche von Bro (Bro kyrka) ist eine Landkirche in Bro auf der schwedischen Insel Gotland. Sie befindet sich nahe dem gleichnamigen Ort Bro 11 km nordöstlich von Visby. Sie war eine Votivkirche, besonders für Seeleute, und soll über einer alten Opferquelle erbaut worden sein. In dem heutigen Bau vermengen sich romanische und gotische Elemente. Die Wanddekorationen und Einrichtungsgegenstände aus verschiedenen Epochen veranschaulichen den Zeitenwandel.

## Kirchenbau
Von der ältesten Kirche an dem vorgeschichtlich in mehrfacher Hinsicht interessanten Ort stammt nur noch der Turm. Um 1200 entstand eine romanische Bruchsteinkirche mit Langhaus, Apsidenchor und Kirchturm. Ein Rundbogenfries, von dem einige Felder mit Reliefs geschmückt waren, lief um den Dachfuß des Langhauses. Überbleibsel finden sich in der Südwand des gotischen Langhauses als Spolien. Mitte des 13. Jahrhunderts wurde der jetzige Chor mit Sakristei und gegen Ende des Jahrhunderts das einschiffige Langhaus errichtet.

## Inklusorium
Ein Inklusorium wurde im Winkel zwischen der Westwand des Langhauses und dem Turm errichtet. In die Südwand eingemauert, oder davor aufgestellt, sind die Reste dreier Bildsteine (einer aus dem 5. Jahrhundert n. Chr.). Der kleine Raum verfügt über ein sogenanntes Hagioskop, eine vierpassförmige Öffnung, durch den der oder die Inkluse der Heiligen Messe folgen konnte. In der Kammer befindet sich ein Vogelkapitell, das ursprünglich ein Element im Doppelbogen zwischen Turm und Langhaus war.

Kirche von Bro
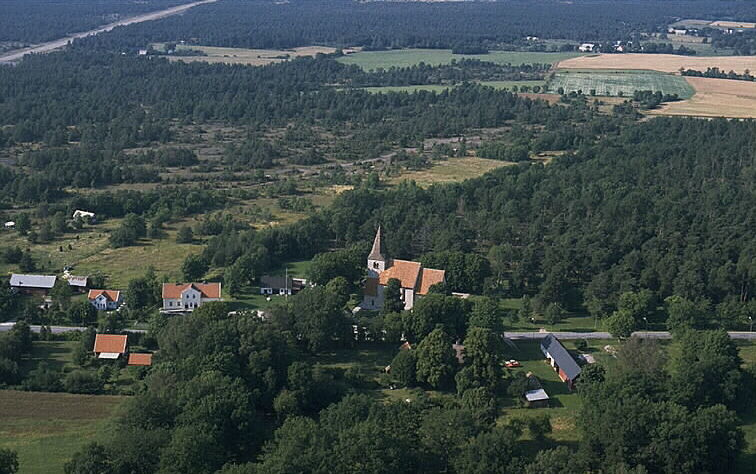
Luftbild der Kirche von Bro
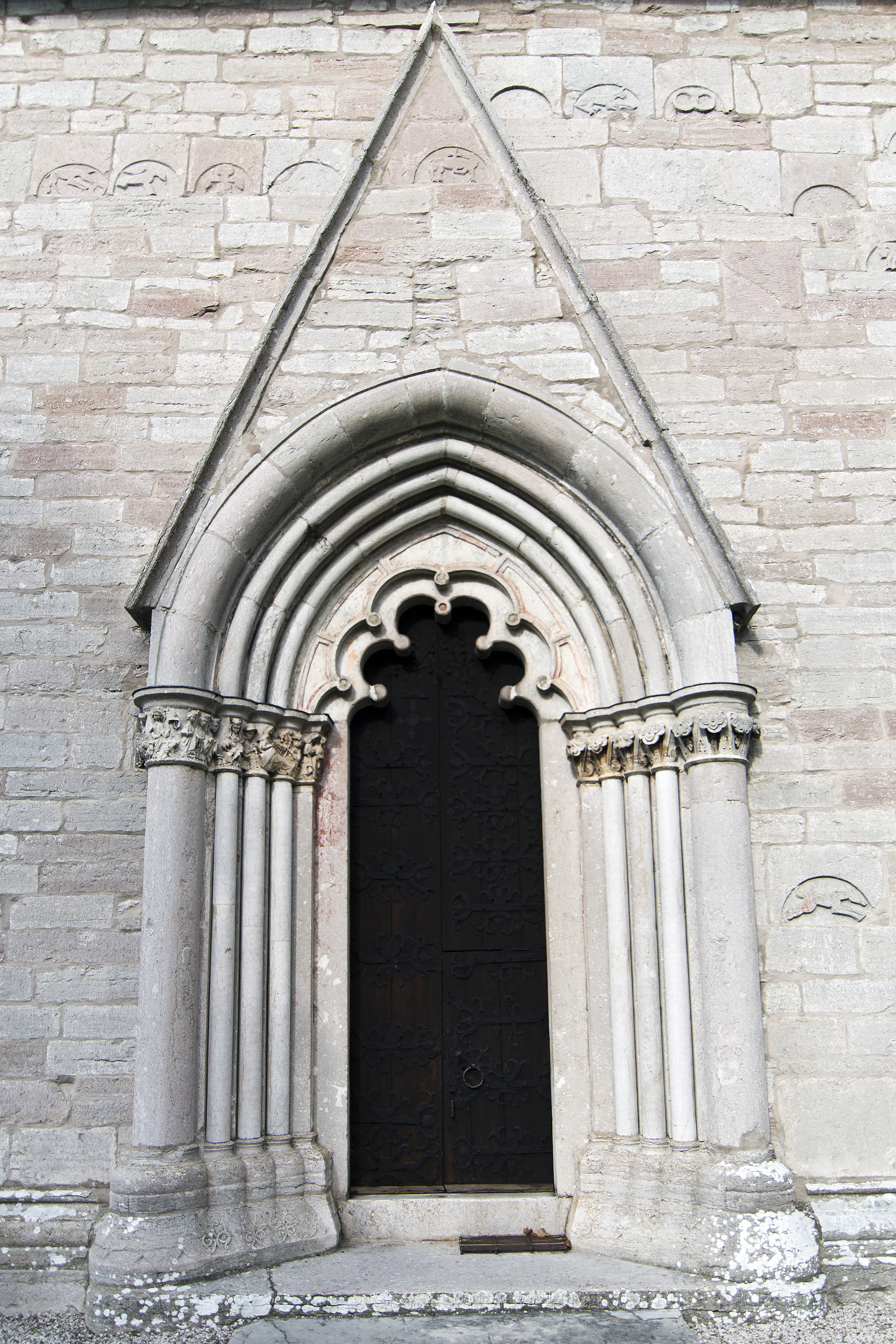
Portal
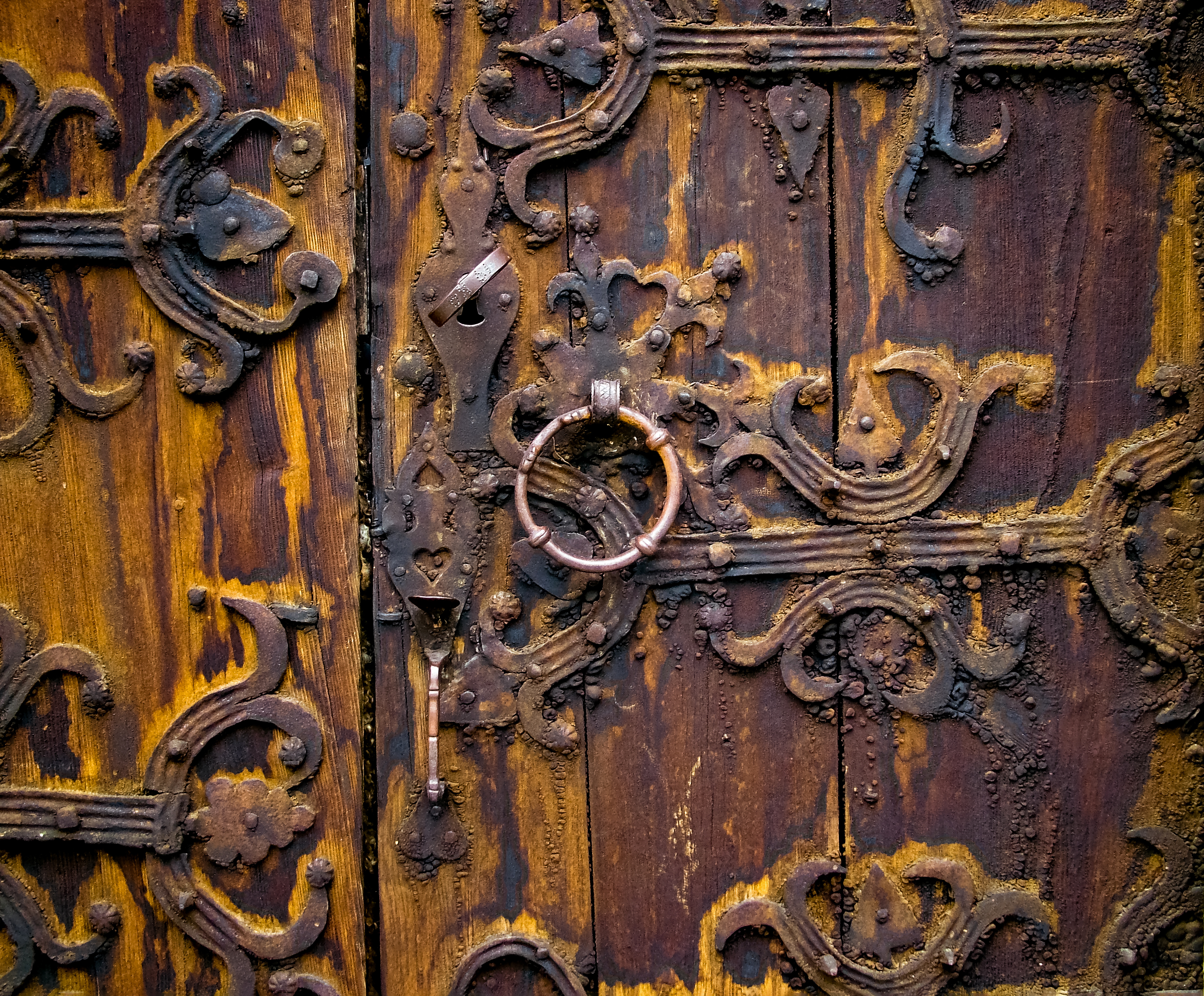
Portalornamente
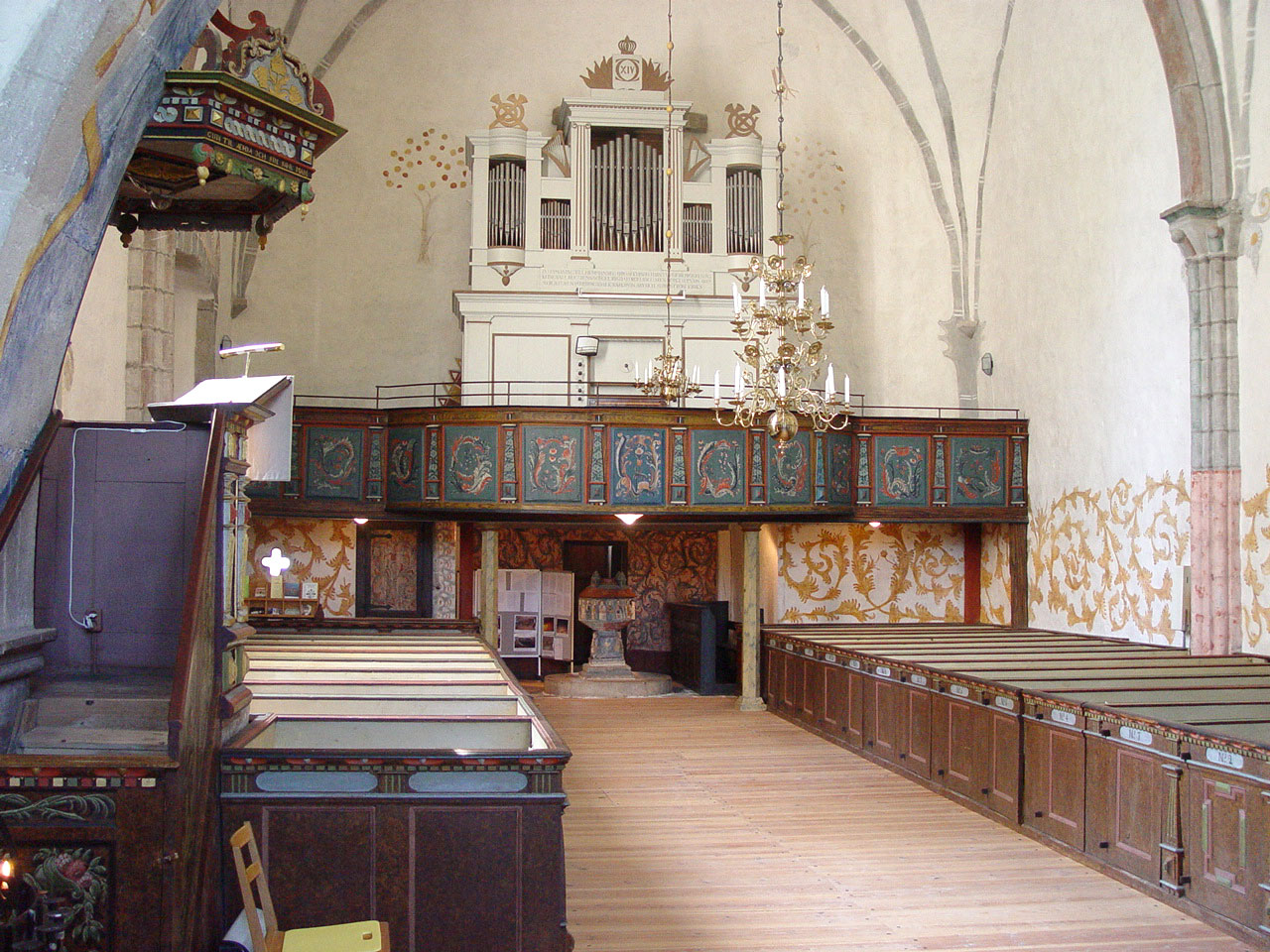
Blick vom Altar in das Kirchenschiff
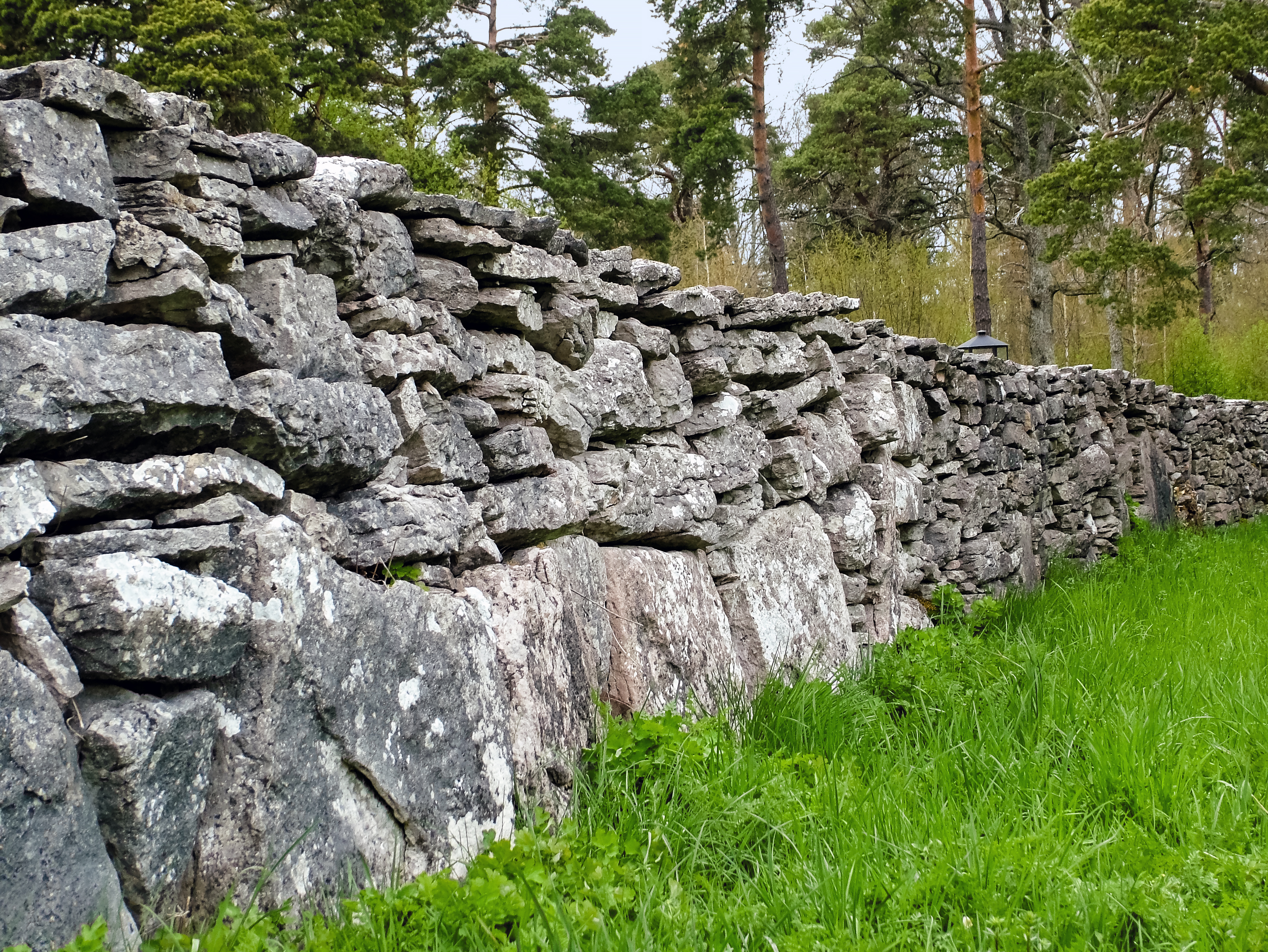
Mauer um die Kirche
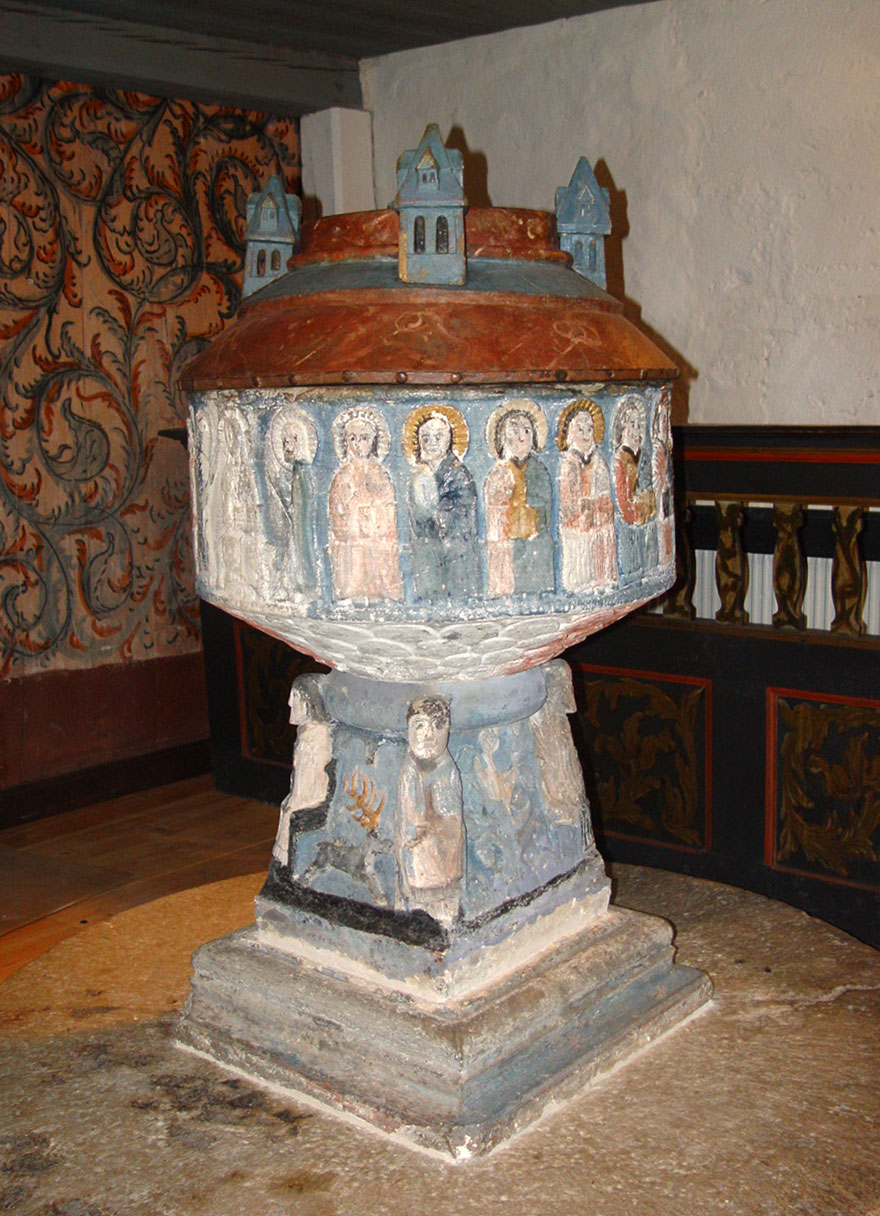
Taufstein von Sighraf
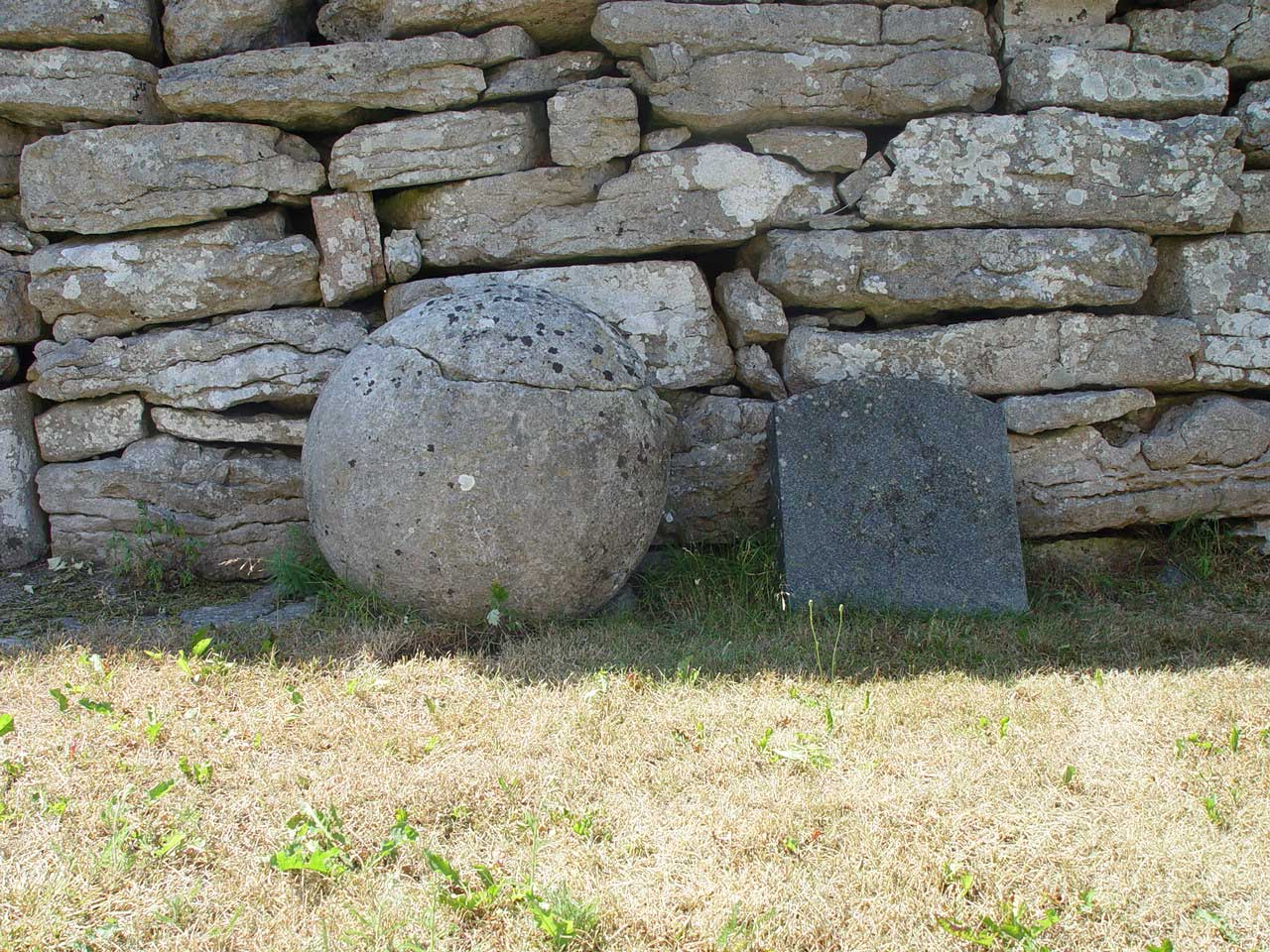
Grabkugel an der Friedhofsmauer

## Die Portale
Das frühgotische Chorportal zeigt an den von Neoikonicus geschaffenen Kapitellbändern zierliche Ranken und Palmetten in Flachrelief. Das Langhausportal repräsentiert die Hochgotik, in ihrer Gotland prägenden Weise. Die Kapitellfiguren links geben Szenen aus der Lebensgeschichte Jesu sowie die Auferstehung und das Totenreich wieder, rechts finden sich stilisierte Gewächsmotive. An den Skulpturen und im Tympanon erkennt man noch Spuren der mittelalterlichen Bemalung. Die Holztür mit ihrem Eisenbeschlag stammt etwa aus dem Jahr 1300.

## Umgestaltung
Die Kirche wurde im Jahre 1686 ausgemalt. Die mittelalterlichen Wandmalereien im Chor und im Langhausgewölbe wurden ausgebessert. Beigefügt sind neue Motive und der Namenszug des schwedischen Königs Karl XI. Einige mittelalterliche Malereien über dem Triumphbogen wurden übertüncht, aber später wieder freigelegt. Im Langhaus und im Chor sind Friese vom so genannten Passionsmeister aus dem 15. Jahrhundert entdeckt worden. Freigelegte Reste sieht man an der Südwand des Chores.

## Einrichtung
Das zentrale Motiv der Altartafel aus Sandstein ist das Abendmahl. Der von 1723 stammende Baldachin der von Jöns Wulff bemalten Kanzel trägt das Monogramm des Königs Fredrik I.
Einrichtungsgegenstände von kulturhistorischem Rang sind:
- Taufstein des Meisters Sighraf von etwa 1200
- Triumphkreuz von etwa 1200
- eine niederdeutsch beschriftete Glocke von etwa 1500

## Bildstein
Einer der herausragenden Bildsteine mit drei Wirbelradmotiven und der Darstellung eines Ruderbootes ist westlich des südwestlichen Portals der Kirche waagerecht eingemauert. Seine erhaltene Länge beträgt 1,88 m. Er wird in die Zeit zwischen 400 und 600 n. Chr. datiert.

## Sehenswürdigkeiten im nahen Umfeld

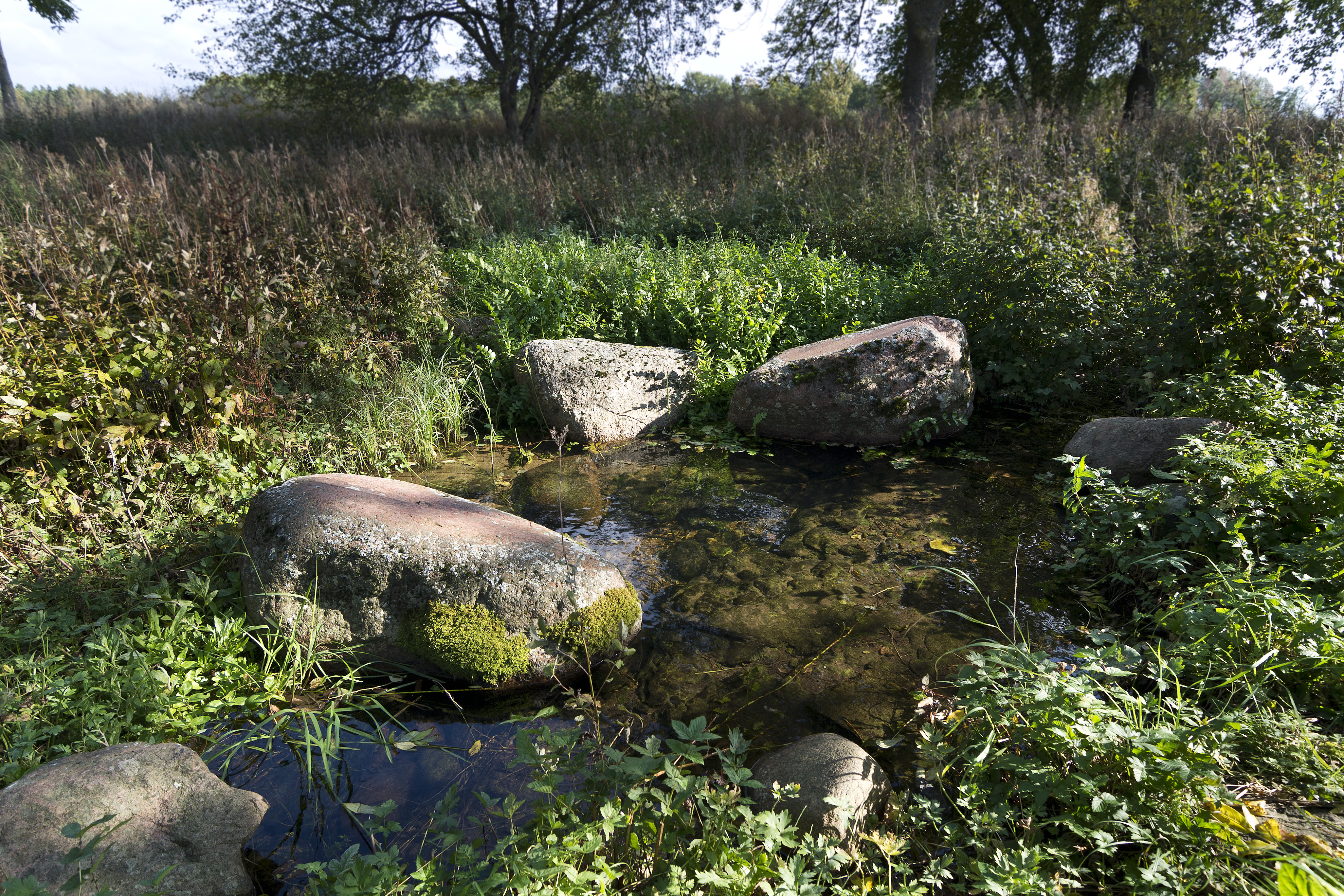
Bro Opferquelle

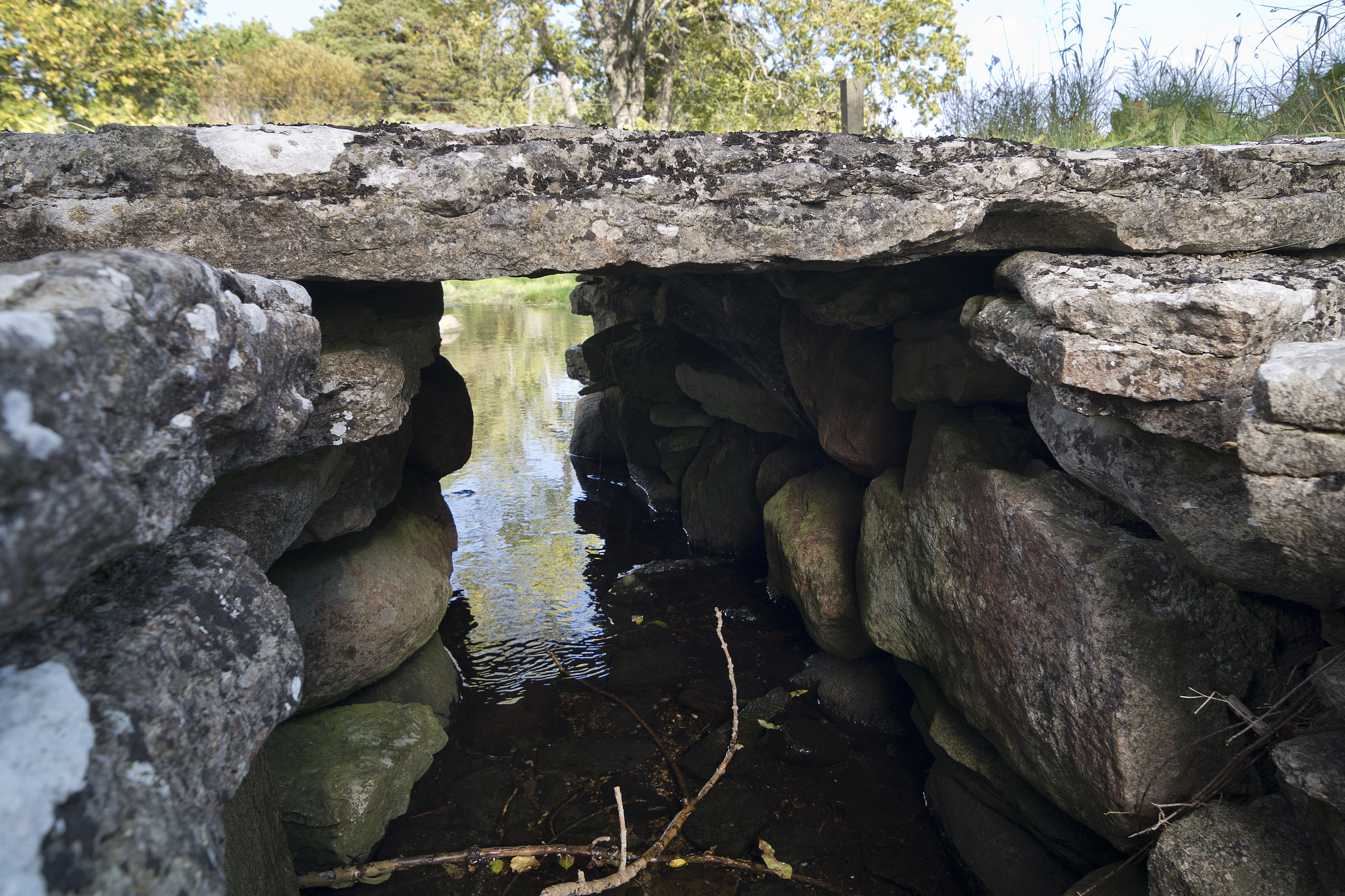
Namengebende Steinbrücke – Bro

- Bro offerkälla (Opferquelle) mit Schleifrillen
- Bro stenkalm, eine große Röse; unweit die Bro Oikar (Ochsen), zwei Menhire
- Bildsteine Bro Stainkällingar (Steinweiber)